# Pezoporus wallicus
Pezoporus wallicus là một loài chim trong họ Psittacidae.